# Chuleta de lomo

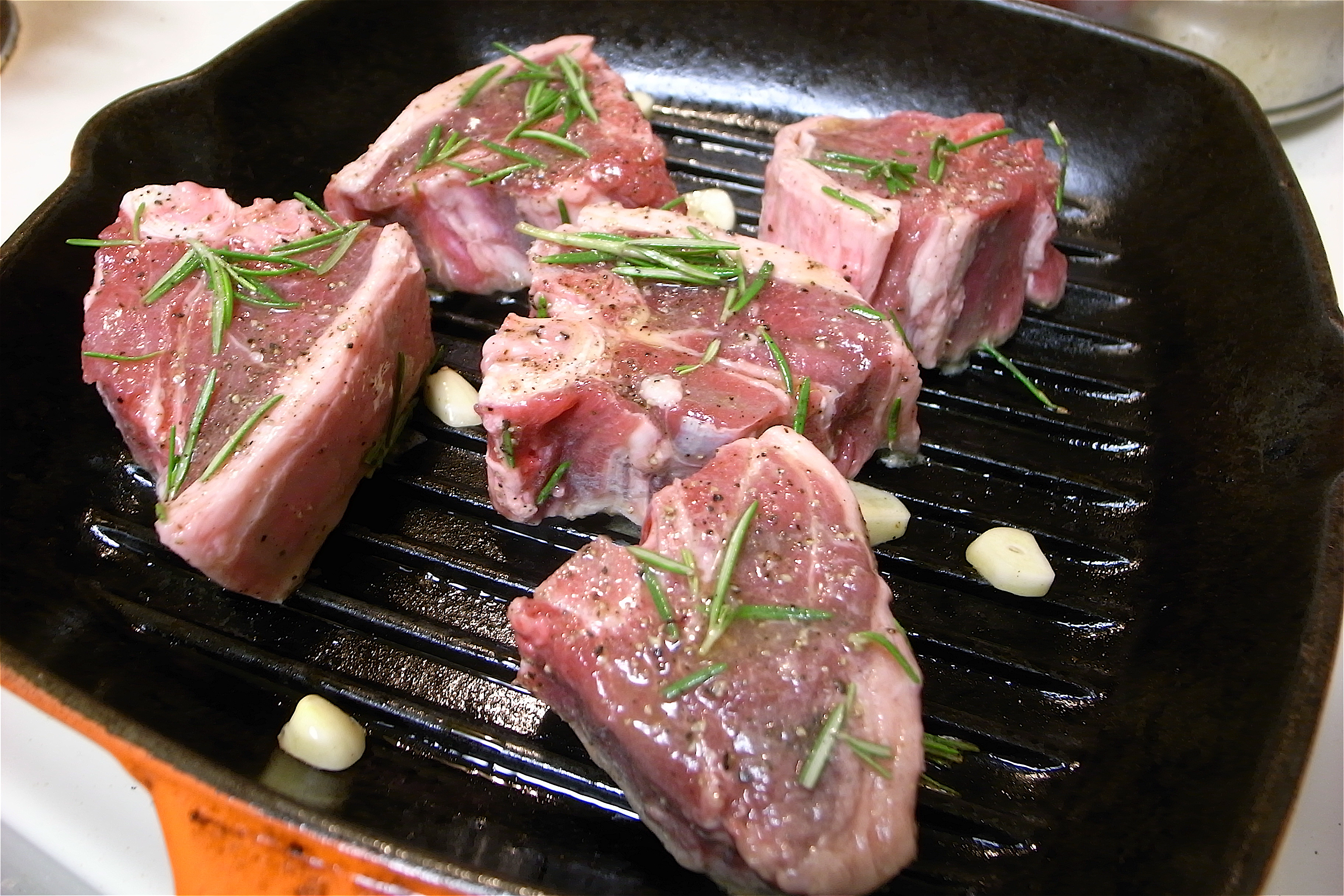
Chuletas de lomo de cordero a la parrilla.

La chuleta de lomo es un corte de carne comercial de cerdo o cordero.

## Cerdo
Las chuletas de lomo de cerdo se cortan de la espalda del cerdo. Recuerdan al T-bone vacuno, y contienen dos músculos: el lomo y el solomillo. Como ambos se cocinan de forma tan diferente, hacer las chuletas de lomo de formas rápidas no es muy recomendable.

## Cordero
A diferencia de las de cerdo, las chuletas de lomo de cordero consiste casi siempre un solo músculo. Son más grandes que las chuletas de aguja, y las mayores del cordero que sin bandas de tejido conectivo que separe la carne. Quedan muy bien con métodos de cocción fuertes, rápidos y secos, como la parrilla o el grill.

## Enlaces extenrnos
- Good Eats: «Chops» (inglés)

- Datos: Q6668135